# Cá bàng chài vằn
Iniistius pentadactylus, tên thông thường là bàng chài vằn, là một loài cá biển thuộc chi Iniistius trong họ Cá bàng chài. Loài cá này được mô tả lần đầu tiên vào năm 1758.

## Từ nguyên
Từ định danh của loài cá này trong tiếng Latinh có nghĩa là "năm ngón tay" (penta: "năm" + dactylus: "như ngón tay"), hàm ý có lẽ đề cập đến những đốm tròn đỏ ở phía sau đầu của cá đực, giống như bàn tay dính sơn chạm vào cơ thể chúng.

## Phạm vi phân bố và môi trường sống
I. pentadactylus có phạm vi phân bố rộng khắp vùng biển Ấn Độ Dương - Thái Bình Dương. Từ Biển Đỏ, phạm vi của loài này trải dài dọc theo bờ biển Đông Phi, và từ bờ biển Nam Ấn Độ đến Sri Lanka, bao gồm nhiều đảo quốc ở Trung Ấn Độ Dương; ở phạm vi phía đông, I. pentadactylus được ghi nhận ở hầu hết vùng biển các nước Đông Nam Á và Papua New Guinea; ngược lên phía bắc đến đảo Đài Loan, quần đảo Ryukyu và quần đảo Ogasawara; phía nam đến đảo Guam và rạn san hô Great Barrier.
I. pentadactylus sống trên nền đáy cát, độ sâu ít nhất được ghi nhận là đến 30 m.

## Mô tả
Chiều dài cơ thể tối đa được ghi nhận ở I. pentadactylus là 25 cm. Trán dốc và cứng chắc là điểm đặc trưng của hầu hết các loài thuộc chi Iniistius. Điều này giúp chúng có thể dễ dàng đào hang dưới cát bằng đầu của mình.
Cơ thể có màu xám, thường có một đốm nâu ở thân trên (nằm ở vị trí chóp vây ngực khi áp vào). Cá đực có khoảng 5 đốm tròn đỏ thắm nổi bật xếp chồng lên nhau ở sau đầu, dọc theo đường bên. Cá cái lại không có những đốm đỏ này, nhưng lại xuất hiện một mảng đốm lớn màu trắng với vảy có viền đỏ ở thân dưới. Thân rải rác các chấm màu cam.
Số gai ở vây lưng: 9; Số tia vây mềm ở vây lưng: 12 - 13; Số gai ở vây hậu môn: 3; Số tia vây mềm ở vây hậu môn: 12; Số tia vây mềm ở vây ngực: 12.

## Sinh thái và hành vi
I. pentadactylus sống theo từng nhóm nhỏ, với một con đực trưởng thành đứng đầu và cai quản những con cá cái trong hậu cung của nó. Thức ăn của chúng là những con mồi có vỏ cứng, bao gồm cả nhuyễn thể và động vật giáp xác.
I. pentadactylus được thu thập nhằm mục đích thương mại cá cảnh.